# Tegningsberettiget
En tegningsberettiget er en fysisk person, der har ret til at afgive formueretligt bindende løfter og indgå gensidigt bebyrdende aftaler på et selskabs vegne. Ifølge aktieselskabsloven er alle bestyrelsesmedlemmer og direktører tegningsberettigede, men det er dog muligt for selskabet at enten udvide eller indskrænke dette udgangspunkt i selskabets vedtægter, f.eks. ved at kræve at mindst to af de nævnte personer i forening er en betingelse for at forpligte selskabet.